# Pan Piórko śni
Pan Piórko śni – polski film animowany, zrealizowany w 1949 roku przez Zenona Wasilewskiego techniką animacji lalkowej.

## Fabuła
Bohaterem filmu jest urzędnik, któremu śni się, że fruwa w łóżku nad miastem, zajmuje miejsca swojego szefa i wprowadza nowe porządki, m.in. 3-dniowy weekend i dwumiesięczny płatny urlop.

## Zakaz eksploatacji filmu
Koniec lat 40. XX wieku to okres niesprzyjający eksperymentowaniu w sztuce. Realizm socjalistyczny wycisnął swoje piętno także na filmie animowanym. Uznano bowiem, że ma on bawić i wychowywać najmłodszego widza. Wszelkie próbom odejścia od przyjętego kanonu realistycznego rysunku i płynnej animacji groziły oskarżeniem o formalizm. Zarzut taki postawiono filmowi Wasilewskiego Pan Piórko śni. Był on bowiem surrealistyczną groteską dla dorosłych, w której prostota lalek i umowność dekoracji były wręcz nowatorskie. Fakt ten odbił się negatywnie na całej późniejszej twórczości filmowej Wasilewskiego, którego realizacje po dwuletniej przerwie są rezultatem kompromisu ze społecznym zamówieniem. Film nigdy nie został pokazany w kinie. Pierwsze pokazy odbywały się dopiero w XXI wieku. W 2013 roku pokazano go podczas Ogólnopolskiego Festiwalu Polskiej Animacji O!PLA, gdy obchodzono 110. rocznicę urodzin Zenona Wasilewskiego, czy w 2016 roku podczas festiwalu Animator.

## Twórcy
- Reżyseria i scenariusz, projekty plastyczne Zenon Wasilewski[6]
- Zdjęcia Zygmunt Kamiński[6]
- Muzyka Jerzy Harald[6]
- Asystent Edward Sturlis[6]  Produkcja Studio Filmów Kukiełkowych w Łodzi[6]